# ジョアン・レルマ
ジョアン・レルマ（カタルーニャ語: Joan Lerma）ことジョアン・レルマ・イ・ブラスコ（カタルーニャ語: Joan Lerma i Blasco、1951年7月15日 - ）は、スペイン・バレンシア県バレンシア出身の政治家。スペイン社会労働党(PSOE)の地域支部であるバレンシア国社会党(PSPV)所属。1982年から1995年までバレンシア州首相を務めた。1995年からスペイン上院議員を務めている。